# Luftmunitionsanstalt Lenglern
Die Luftmunitionsanstalt Lenglern (umgangssprachlich Muna Lenglern) war eine zwischen 1934 und 1945 bestehende Munitionsanstalt der deutschen Luftwaffe in einem Waldgebiet rund 4 km nordwestlich von Göttingen bei Lenglern im heutigen Landkreis Göttingen.
Die genaue Bezeichnung lautete Luftwaffen-Munitionsanstalt 3/VI Lenglern, sie unterstand dem Luftgaukommando 6 (VI) Münster. Nach dem Zweiten Weltkrieg übernahm die Britische Armee die vollständig intakte Munitionsanstalt von der US Army. Später wurde das Gelände von der Bundeswehr genutzt.

## Geschichte
Im Jahr 1934 begann der Bau der Muna nördlich von Lenglern auf dem Harster Berg und in der Lieth. Das Gelände erfüllte die Voraussetzungen für eine Munitionsanstalt, da eine Eisenbahnstrecke vorhanden war und das ausgedehnte Waldgebiet Schutz vor gegnerischer Luftaufklärung bot.
Die Anstalt sollte der Endmontage und Lagerung von Bomben und Granaten, hauptsächlich Munition für Flugabwehrkanonen, dienen. Hierfür wurden 105 mit Erde bedeckte Munitionslagerhäuser (Bunker) in drei Typen errichtet. Die kleineren Munitionshäuser verfügten über eine Lagerkapazität von je 20 t Explosivstoff auf 150 m² Nutzfläche und besaßen einen Eingang. Die größeren konnten je 30 t auf 250 m² Nutzfläche aufnehmen und hatten zwei Zugänge. Dazu kamen die kleinen Zünderhäuser mit 50 m². Das Personal bestand während des Krieges hauptsächlich aus dienstverpflichteten Frauen der umliegenden Ortschaften. Das Arbeitskommando 3080 des Stalag XI B Fallingbostel mit sowjetischen Kriegsgefangenen wurde eingesetzt.
Als die amerikanische 104th Infantry Division am 9. April 1945 die Muna einnahm, fand sie ein gefülltes Depot vor. Die später anrückende britische Besatzungsmacht ließ die explosiven Munitionslagerbestände der Wehrmacht im Nordbereich der Lieth sprengen und die Bunker zerstören.
Später nutzte die Bundeswehr das Gelände „Standortübungsplatz Lenglern“ bis Anfang der 1990er Jahre als Standortmunitionsniederlassung und Übungsplatz.

## Altlastensanierung
Die nach dem Krieg gesprengten Depotbestände stellen bis heute ein Problem dar. Im Jahr 2016 begann man auf dem fast 150 Hektar großen Areal mit Sanierungsarbeiten und in zwei Jahren wurden 11.000 Sprengmittel – hauptsächlich Bomben – aus dem Boden geborgen. Die Splitterbomben SD 1 und SD 2 mussten wegen ihrer Gefährlichkeit vor Ort gesprengt werden. Der TNT-verseuchte Boden wurde in einem großflächigen Pilotverfahren saniert.

## Muna Lenglern heute
Im Bereich des ehemaligen Krankenhauses in Lenglern und östlich davon sind noch einige Bauwerke der ehemaligen Muna-Siedlung aufzufinden. Im angrenzenden weitläufigen Waldgebiet sind die Bunker und Anlagen nahezu komplett verschwunden. Die Bereiche der ehemaligen Muna sind, mit Ausnahme der Privatgrundstücke, frei zugänglich.